# هوارد باركر
هوارد باركر (بالإنجليزية: Howard Barker)‏ هو مؤلف وكاتب مسرحي ومخرج بريطاني، ولد في 28 يونيو 1946 في Camberwell ‏ في المملكة المتحدة.

## وصلات خارجية
- هوارد باركر على موقع أرشيف الشارخ.
- الموقع الرسمي
- هوارد باركر على موقع IMDb (الإنجليزية)
- هوارد باركر على موقع قاعدة بيانات الأفلام السويدية (السويدية)
- هوارد باركر على موقع قاعدة بيانات الفيلم (الإنجليزية)